# T-ara
T-ara (en hangul, 티아라; en hanja, 皇冠; romanización revisada, Tiara; McCune-Reischauer, T'iara; pronunciado Ti-ala; literalmente, «Tiara»), es un grupo femenino surcoreano. Debutaron en julio de 2009 con su primer sencillo titulado Lies. 
El álbum debut del grupo, titulado Absolute First Album, fue lanzado en diciembre de 2009, y dio lugar a varios éxitos, como Time to Love, Bo Peep Bo Peep y Neo Ttaemune Michyeo. El disco fue seguido por el primer álbum de larga duración del grupo, llamado Temptastic, lanzado en 2010. Su segundo álbum, Roly Poly, fue lanzado en 2011. Por el sencillo homónimo, el grupo fue nominado a varios premios y se posicionó en el primer lugar del Gaon Chart de Corea del Sur. En menos de seis meses, el grupo lanzó su tercer álbum, Black Eyes, el cual dio lugar a tres sencillos que estuvieron en primera posición del Gaon Chart: Cry Cry, Uri Saranghaetjanha y Lovey-Dovey.
En 2011, T-ara firmó un contrato con la compañía de gestión de J-Rock para su debut en Japón. Para entonces era el más famoso de todos los grupos de chicas coreanas que habría debutado en Japón. El primer sencillo del grupo en Japón fue una versión del sencillo de 2009 Bo Peep Bo Peep. Se situó en el puesto número uno del Oricon Chart de Japón con 49.712 copias vendidas; fue la primera vez que un grupo de femenino de Corea del Sur había hecho su debut en la historia de las listas del Oricon Chart. T-ara lanzó su primer álbum de larga duración en japonés, Jewelry Box, en 2012, que alcanzó el puesto número dos del Oricon Chart.
El grupo incorporó tres miembros a su alineación desde el debut: Hwayoung en julio de 2010, Areum en junio de 2012 y Dani, quien se anunció que se unió a T-ara en diciembre de 2012. Hwayoung más tarde abandonó el grupo en julio de 2012. T-ara utiliza una dinámica en la que un miembro diferente del grupo es elegido como líder por un año, a fin de dar al grupo y a los miembros individuales la oportunidad de crecer en una nueva dirección.
El lanzamiento final de T-ara como seis miembros estaba tentativamente programado para mayo de 2017, antes del vencimiento de los contratos de Soyeon y Boram; sin embargo, los conflictos con su administración retrasaron What's My Name? hasta junio de 2017, efectivamente sin su participación. Qri, Eunjung, Hyomin y Jiyeon habían extendido previamente sus términos con MBK Entertainment hasta el 31 de diciembre de 2017. El grupo hizo una pausa indefinida el 3 de enero de 2018, lo que permitió a los miembros seguir sus carreras en solitario.

## Carrera

### 2009: Debut yAbsolute First Album
T-ara hizo su debut en el show de MBC Radio Star el 29 de julio de 2009; el vídeo musical fue lanzado ese mismo día. Su primer debut en vivo fue en Mnet M! Countdown, donde se interpretó temas como Lies y Wanna Play?. Su debut fue visto negativamente por algunas páginas web de contenido musical, donde el público aclaró que «le pareció una actuación de chicas de preescolar». Algunos miembros de T-ara (Eunjung, Soyeon, Hyomin y Jiyeon) estaban en un grupo de trabajo con Supernova, un grupo de seis chicos para su sencillo Time to Love. El 1 de diciembre de 2009, T-ara lanzó su primer álbum de larga duración, llamado Absolute First Album.

### 2010:Breaking HeartyTemptastic

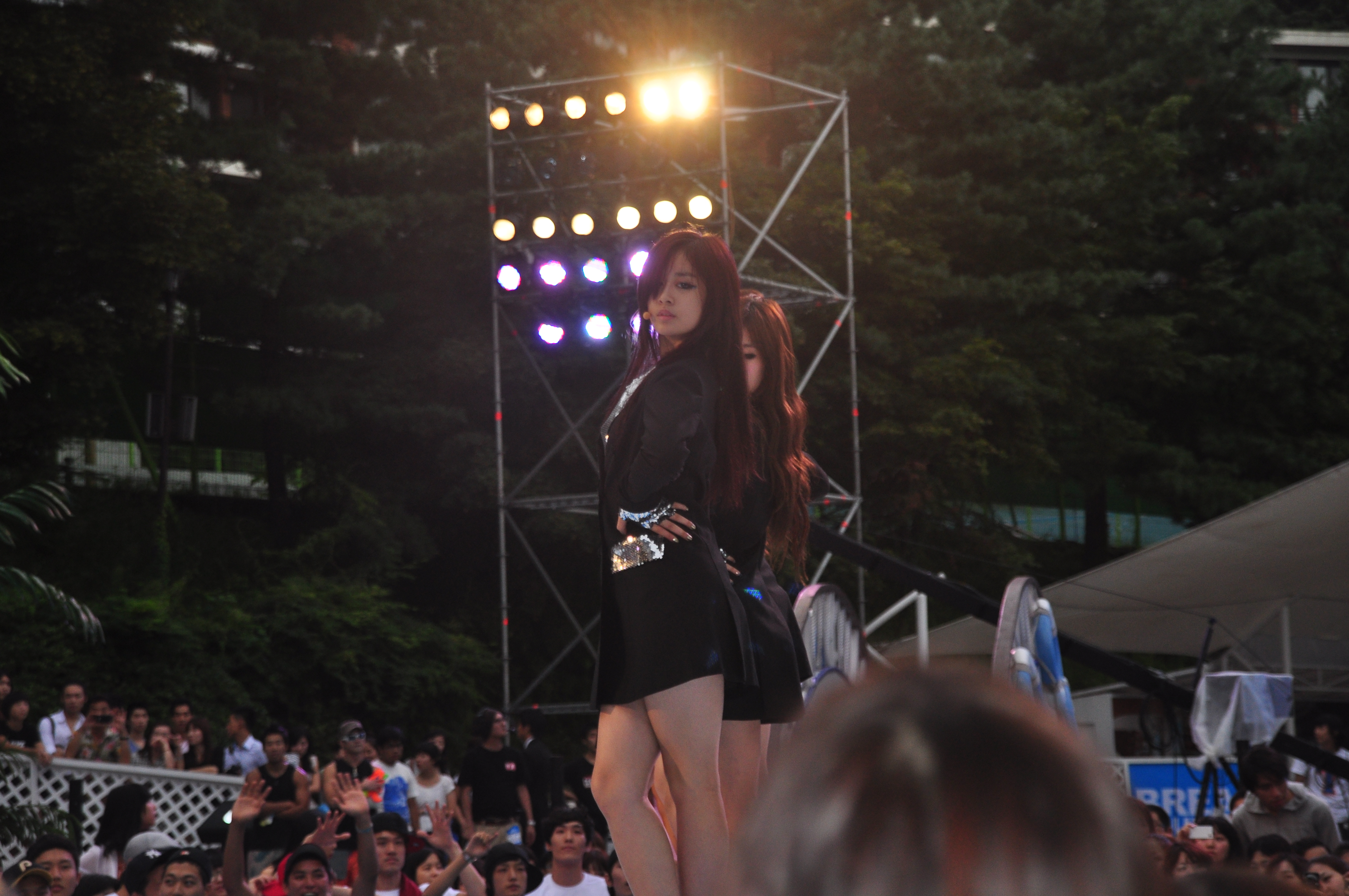
T-ara en el Mnet 20's Choice Awards.

El 1 de enero de 2010 el sencillo de T-ara, Bo Peep Bo Peep ganó un premio en el episodio del día de Año Nuevo en el programa de televisión Music Bank. Dos días más tarde, ganó el premio Mutizen en Inkigayo. A la semana siguiente, T-ara ganó su segundo premio en Music Bank y su segundo Mutizen. A la semana siguiente, T-ara ganó su tercer premio consecutivo Mutizen (Triple Corona). 
Después de unos meses, los medios de comunicación anunciaron que EunJung y Hyomin tomarían parte, junto con compañeros de sello SeeYa y Davichi, en el grupo del proyecto, Wonder Woman. En consecuencia, T-ara anunció promociones para su siguiente sencillo, Like The First Time. La promoción terminó rápidamente cuando Soyeon fue diagnosticada con el virus H1N1.
En febrero, el grupo anunció el lanzamiento de una versión reeditada de su álbum debut, titulado Breaking Heart. El vídeo musical de su primer sencillo, I Go Crazy Because of You fue lanzado el 24 de febrero de 2010. El grupo realizó su debut en la fase de M! Countdown de Mnet. Después de las promociones de "I Go Crazy Because of You", T-ara promovió el próximo sencillo del álbum reeditado titulado "I'm Really Hurt".
El 23 de noviembre de 2010, un vídeo musical para su sencillo "Why Are You Being Like This" se reveló al público.
El 1 de diciembre de 2010, T-ara lanzó su álbum Temptastic en formato digital. El vídeo musical del sencillo, YaYaYa, fue revelado el mismo día. El lanzamiento físico del álbum se retrasó dos días después debido al bombardeo de Yeonpyeong, ocurrido en noviembre de ese año. El grupo celebró su etapa de regreso a través de KBS Music Bank el 3 de diciembre y comenzó las promociones con su nuevo séptimo miembro, Hwayoung, y una nueva líder, Boram. T-ara recibió dos premios opara Why Are You Being Like This y YaYaYa en la Mnet M! Ranking el 9 de diciembre y 16 de diciembre respectivamente.

### 2011- 2012: Avance y acusación de acoso

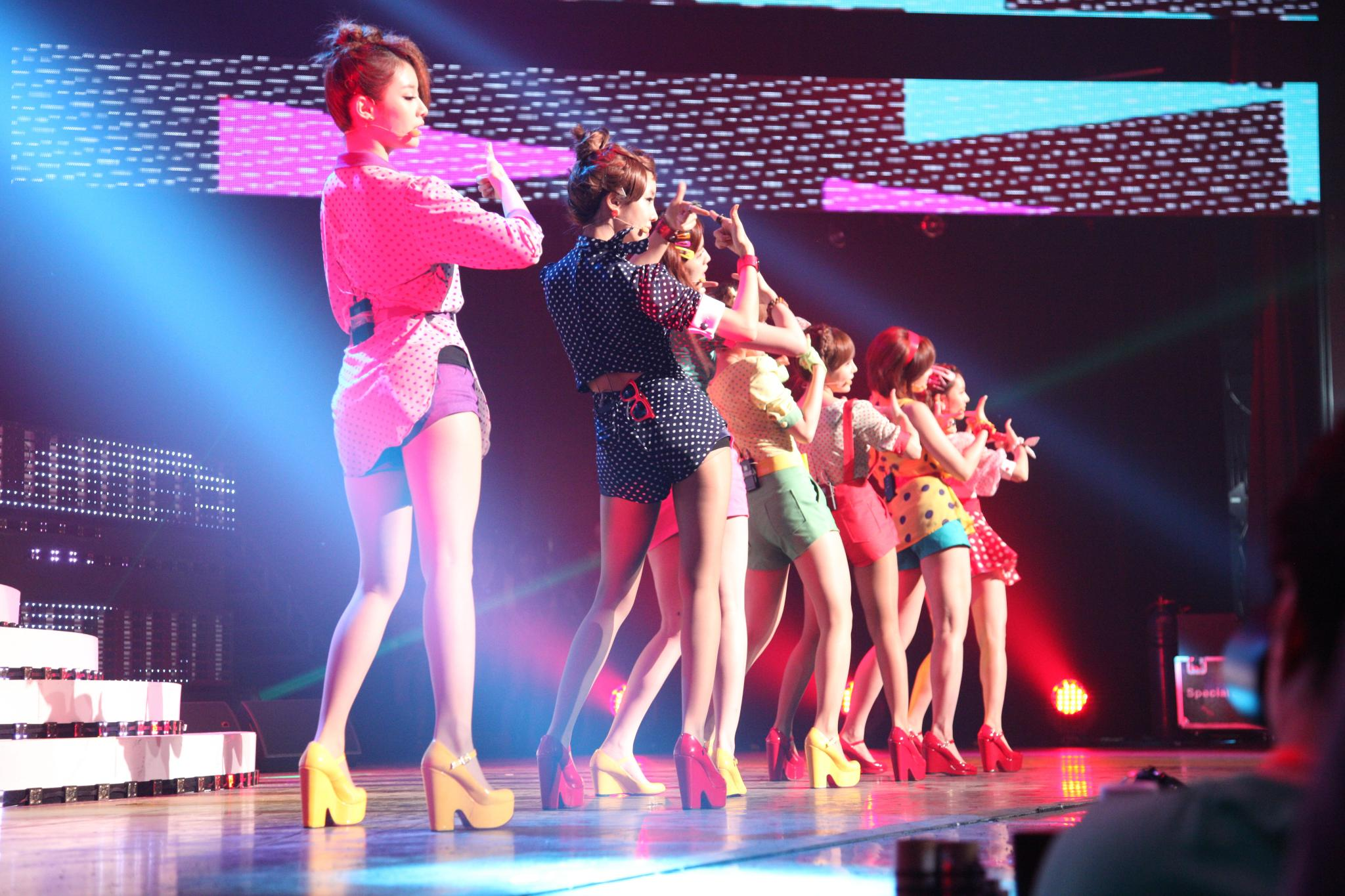
T-ara en el Cyworld Dream Music Festival.

En junio de 2011, se anunció que T-ara estaría haciendo una reaparición con la canción Roly Poly el primer día de ese mes. También se anunció que el grupo avanzaba en el mercado japonés. A partir del 14 de junio de 2011, los medios de comunicación anunciaron que Hyomin asumiría la dirección de este álbum y de sus promociones en Japón. Asimismo, explicó diciendo:

Con el fin de inculcar una sentido de responsabilidad en cada uno de los miembros, hemos decidido cambiar el líder de cada nuevo álbum, vamos a pasar el papel de líder en los miembros que aún no lo han sido; la razón, EunJung fue líder durante el debut porque ella y Hyomin había entrenado más tiempo, nos pareció que iba a ser la mejor opción.

T-ara grabó el video musical de Roly-Poly y la canción fue lanzada el 29 de junio; ésta alcanzó el puesto número 1 en Cyworld, GomTV, Bugs, Nate y Mnet sólo después de una hora.
En agosto de 2011, T-ara liberó Roly-Poly en Copacabana. La canción lleva el nombre de Copacabana, la que se popularizó durante 1980.
T-ara lanzó su primer sencillo en japonés, Bo Peep Bo Peep el 28 de septiembre. En este sencillo también tiene una versión japonesa de I go crazy because of you, llamada Love me.
Después de sus promociones en Japón, el grupo regresó a Corea del Sur para prepararse y promocionar su cuarto álbum: Black Eyes, además que días antes habían lanzado el vídeo de Cry Cry que terminaría en continuación, ya que la continuación de este vídeo sería una canción de una versión reeditada de su álbum Black Eyes y el nombre de la canción sería Lovey-Dovey cuyo vídeo sería la continuación del vídeo de Cry Cry, cabe recalcar que Cry Cry tiene 2 versiones del vídeo, "drama ver" y "dance ver.", además de que esta canción tiene una versión en balada que también tiene vídeo.
En diciembre de 2011, Core Contents Media anunció que la tercera líder de T-ara, Hyomin, pasaría su liderazgo a Soyeon.  El grupo realizó una gira de mini conciertos de tres días titulada X-mas Premium Live, que se llevó a cabo en el Shinagawa Stella Hall en Tokio , el Zepp en Nagoya y el Zepp en Osaka. T-ara se convirtió en el segundo grupo de chicas más grande de Corea en 2011 al ocupar el puesto número ocho en la encuesta de Gallup Korea.  T-ara y Davichi lanzaron su balada Christmastide , "Uri Saranghaetjanha" (우리 사랑 했잖아, "We Were in Love") el 23 de diciembre de 2011; que luego se incluyó en elálbum de relanzamiento Funky Town de T-ara. El sencillo alcanzó el número uno en el Gaon Chart y alcanzó el número dos en el Billboard Korea K-Pop Hot 100 .  Ambos grupos realizaron la canción semanal de SBS 's Inkigayo en medio de los preparativos pesados de T-ara para sus ceremonias de fin de año.
T-ara relanzó Black Eyes bajo el título Funky Town el 3 de enero de 2012. El álbum alcanzó el número uno en la lista de álbumes semanales de Gaon y el número dos en la lista de álbumes mensual, vendiendo 76.749  copias. " Lovey-Dovey " fue lanzado como el segundo sencillo del álbum, que alcanzó el número uno tanto en Gaon como en Billboard Korea.K-pop Hot 100 charts. El sencillo ha vendido más de 3 millones de copias digitales solo en Corea del Sur. En febrero, Forbes Korea, en celebración de su noveno año de establecimiento, informó la lista del año de las "40 celebridades más poderosas". T-ara se ubicó en la lista en el puesto diecisiete, lo que las convierte en el tercer grupo de chicas más poderoso y la séptima celebridad femenina más poderosa de Corea. 
T-ara como embajadores de SNS para AINSE en la ceremonia 2012 Create a Beautiful Internet World
En abril, Core Contents Media anunció que se agregarían dos nuevos miembros a la alineación de T-ara en julio, transformando así a T-ara en un grupo de nueve miembros.  El 30 de mayo de 2012, Dani, de 14 años, fue anunciado como uno de los nuevos miembros del grupo. Más tarde protagonizó la versión dramática del video musical "Day by Day" de T-ara.  Sin embargo, a partir de agosto de 2016, Dani todavía es un aprendiz y no ha debutado como miembro de T-ara. El 14 de junio de 2012, Core Contents Media presentó a Areum , de 18 años, como el nuevo maknae ( 막내 , el miembro más joven) y la última de las dos nuevas incorporaciones del grupo. 
El grupo lanzó su primer álbum japonés Jewelry Box el 6 de junio de 2012. El álbum debutó en el número dos en la lista de álbumes semanales de Oricon con ventas de más de 57,000 copias.  Se embarcaron en su primera gira de conciertos japonesa T-ara Japan Tour 2012: Jewelry Box en Nagoya el 19 de junio; Se esperaba que la asistencia a la gira superara las 40.000 personas.  habían lanzado cuatro sencillos antes del álbum: " Bo Peep Bo Peep ", " Yayaya ", " Roly-Poly " y " Lovey-Dovey ". El 3 de julio, T-ara lanzó su cuarto juego extendido, Día a día ,gráfico. La canción principal, " Day by Day ", fue lanzada como sencillo el mismo día, alcanzando el número dos. La primera actuación de regreso de "Day by Day" se llevó a cabo el 7 de julio de 2012, en Music Core , que fue respaldada por una orquesta de 70 personas y contó con el debut en el escenario del octavo miembro del grupo, Areum.
El 25 y 26 de julio, T-ara realizó un concierto en Japón, con Hwayoung solo interpretando una canción debido a una supuesta lesión en la pierna. Después del concierto, Hyomin tomó Twitter y publicó "Hay diferencias en los niveles de determinación. Tengamos más determinación", mientras que los otros miembros estuvieron de acuerdo, con Jiyeon publicando "Las diferencias en los niveles de determinación ^^, Sea siempre humilde ^^ y sensato ^^ Te aplaudo, genio actoral ^^ ". Posteriormente, Hwayoung tuiteó "A veces, incluso la determinación por sí sola no es suficiente. En momentos como estos, me siento molesta pero confío en que es una bendición disfrazada de los cielos. Dios, ¿lo sabes todo bien?", Mientras su hermana Hyoyoung escribía " Mi media naranja está sufriendo. Me duele el corazón. No importa lo que digan los demás, (Hwayoung),cibernautas para sospechar que había un conflicto entre los miembros del grupo.  internautas retuitearon los mensajes y especularon que Hwayoung estaba siendo intimidado, provocando una gran tormenta de controversia y reacciones violentas contra los miembros.  Cuando la controversia sobre la intimidación se salió de control, Core Contents Media anunció abruptamente la salida inmediata de Hwayoung el 30 de julio, después de estar con el grupo durante un año y ocho meses.  El CEO de CCM, Kim Kwang-soo, afirmó que el contrato de Hwayoung fue rescindido porque los miembros del personal sintieron que su comportamiento estaba dañando el trabajo en equipo,  y que la controversia de intimidación no fue la razón de su partida. En este punto, la opinión pública estaba casi universalmente a favor de Hwayoung, y la reacción negativa extrema que recibieron los otros miembros hizo que el grupo suspendiera temporalmente sus actividades, aunque los miembros continuaron con sus actividades individuales.  En ese momento, ambos lados de la situación dijeron que no había intimidación, solo conflictos naturales entre los miembros. 
Más tarde se anunció que no habría cambios en el próximo regreso de T-ara; sin embargo, su agencia retiró la declaración y anunció que su regreso se pospondría indefinidamente. Su reedición de la obra extendida de Day by Day, Mirage, se lanzó finalmente el 3 de septiembre de 2012. Dos sencillos, "Sexy Love" y "Najgwa Bam (Love All)" (낮 과 밤, "Day and Night"), fueron lanzado desde el álbum el mismo día, con "Sexy Love" alcanzando el número cuatro en las listas de Gaon y el número tres en las listas Billboard Korea K-pop Hot 100. "Najgwa Bam (Love All)" fue un sencillo en colaboración con Areum de T-ara con Gun-ji de Gavy NJ y Shannon.
El 10 de septiembre de 2012, se anunció que el grupo lanzaría el mejor álbum en Japón que consistiría en todos sus sencillos coreanos hasta la fecha (excluyendo "Day by Day" y "Sexy Love") en celebración de un año desde su japonés. debut.  El álbum fue finalmente lanzado el 10 de octubre.  El 26 de septiembre, T-ara lanzó la versión japonesa de "Day by Day", que se compone principalmente de escenas de sus videos musicales coreanos para esa canción.  En octubre, T-ara lanzó la versión japonesa de "Sexy Love" y poco después, el grupo partió a Japón para promocionar su próximo sencillo. 

### 2013-2014: Subunidades,AgainyAnd & End
T-ara lanzó su sexto sencillo japonés " Bunny Style! " (バ ニ ス タ! , Banisuta! ) El 20 de marzo de 2013.  El lado A "Bunny Style!" es su primer sencillo compuesto específicamente para el mercado japonés.  El sencillo fue lanzado en diez ediciones diferentes, cada una con una cara B diferente: siete ediciones regulares que contienen una canción en solitario de uno de los miembros, y tres ediciones limitadas que contienen una canción interpretada por una subunidad. Para promocionar el sencillo, el grupo realizó exhibiciones especiales en 10 ciudades japonesas, comenzando el 20 de febrero de 2013 en el Sapporo Factory Atrium y terminando el 9 de marzo de 2013 en la Plaza Seagull en Nagasaki. El 1 de abril de 2013, el sello japonés de T-ara, EMI Music Japan , fue absorbido por Universal Music Japan , desapareció como compañía y pasó a llamarse EMI Records Japan. Por lo tanto, todas las demás promociones japonesas de T-ara se realizarán a través de Universal Music Japan.
A principios de abril de 2013, se anunció que T-ara estaría formando una subunidad con los miembros Eunjung , Hyomin , Jiyeon y Areum llamada T-ara N4 . Esta es una forma abreviada de 'T-ara Brand New 4', que significa la transformación de los cuatro miembros.  La subunidad debutó el 29 de abril de 2013 con la canción " Jeon Won Diary " (전원 일기), producida por Duble Sidekick . T-ara actuó en el Nippon Budokan el 13 de julio de 2013 para celebrar el lanzamiento de su segundo álbum japonés Treasure Box que saldrá el 7 de agosto de 2013.  El título de Treasure Boxfue revelado el 15 de junio de 2013, junto con la lista de canciones del álbum de trece canciones. El concepto del grupo para el álbum será "búsqueda del tesoro" (宝 探 し, "takarasagashi") . T-ara lanzó el video musical "Painkiller" como una canción digital. La canción fue una colaboración con T-ara, Davichi, See Ya, 5dolls y Speed. Jiyeon apareció como el personaje principal en el video musical.
El 10 de julio de 2013, se confirmó con un video publicado por Core Contents Media que Areum dejaría el grupo para seguir una carrera en solitario "hacia principios del próximo año".  En agosto, T-ara lanzó el video musical "Bikini" con Davichi y Skull. En su concierto de Budokan, se anunció que Qri sería el nuevo líder de T-ara. [ cita requerida ] El 15 de septiembre, Core Contents Media anunció que T-ara llevaría a cabo su tan esperado regreso coreano el 10 de octubre. Antes de su regreso, T-ara, junto con Davichi , SPEED y The SeeYa estaban llevando a cabo un concierto en Mongolia, que atrajo a una multitud de 20.000 personas. El 6 de octubre, T-ara realizó "Number 9" por primera vez en "Hallyu Dream Concert"  junto con "Sexy Love". "Number Nine" fue lanzado con el miniálbum de T-ara Again el 10 de octubre. T-ara también lanzó un álbum japonés para promover una película japonesa, Jinx , con Hyomin llamado Kioku ~ Kimi ga Kureta Michishirube ~ , en noviembre. El álbum fue lanzado según la fecha en la que se estrenará la película. [ cita requerida ]

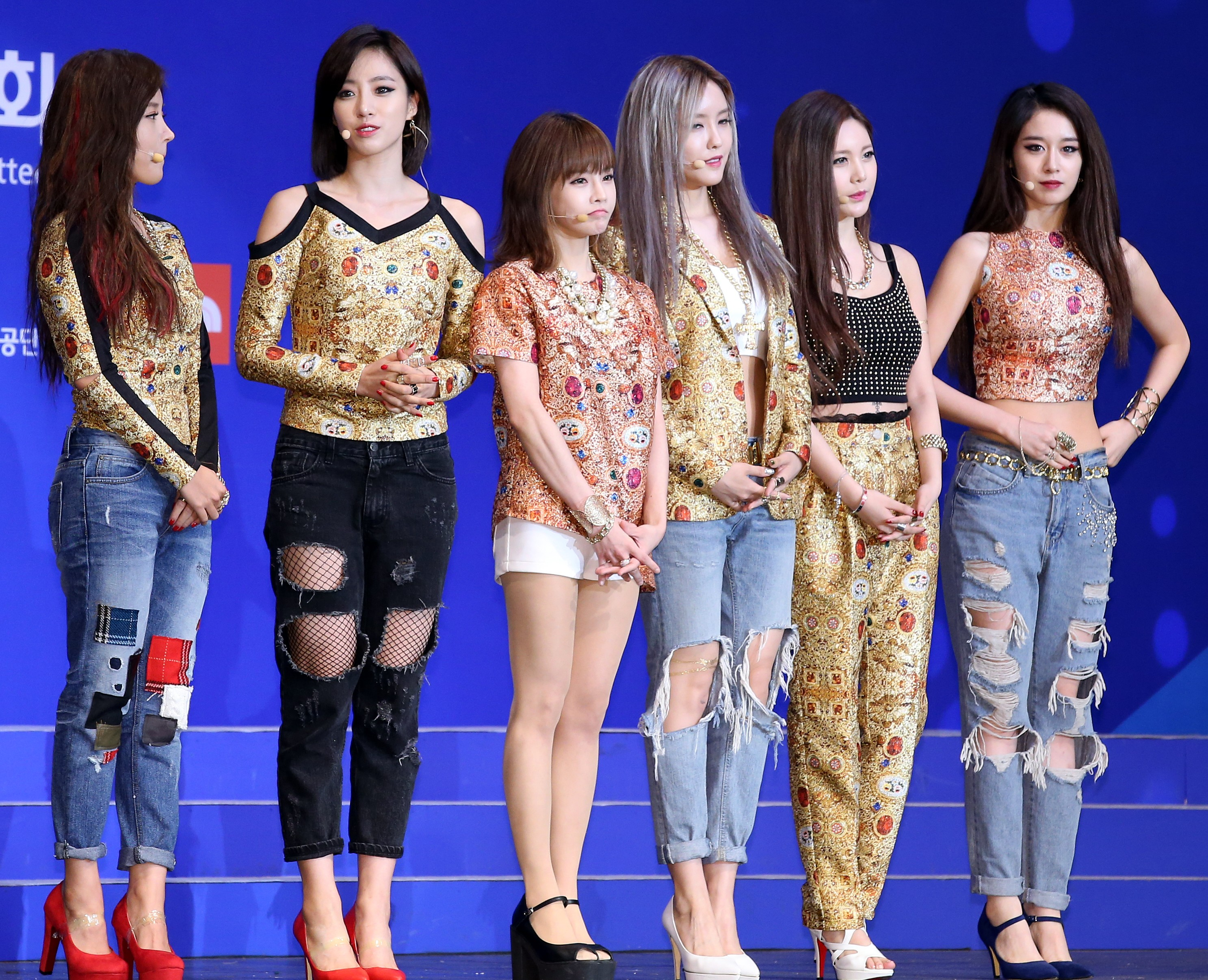
T-ara el 11 de septiembre de 2014

T-ara tuvo un regreso coreano el 2 de diciembre con la canción "Do You Know Me". Su concepto para este regreso y video musical acorde al concepto de teatro con estilo retro. También lanzan un álbum repackage llamado Again 1977 que contiene las mejores canciones de su álbum, Again . El grupo también lanzó una versión balada de "Do You Know Me". El 13 de diciembre, T-ara lanzó una canción navideña, " Hide & Seek ". T-ara ocupó el séptimo lugar como el grupo con más canciones de éxito número uno en las listas de música digital en la última década con 13 canciones, a pesar de debutar hace 4.5 años.  El 19 de enero, T-ara tuvo su segundo concierto en Chengdu, China, uno de cada cinco conciertos que planearon para escenificar China en 2014. El 14 de febrero, T-ara celebró un concierto conjunto con sus compañeros de sello Speed en Phnom Penh, Camboya.  El 19 de febrero CCM lanzó un video musical para una pista promocional del All Star Project de Cho Young Soo con el sencillo titulado "First Love" cantado por Hyomin, Jiyeon y Soyeon con el rapero EB. T-ara tuvo un regreso en Japón con el sencillo de doble cara A "Lead The Way" y "LA'booN" el 5 de marzo, y su tercer álbum japonés Gossip Girls fue lanzado el 14 de mayo 
T-ara en el escenario durante la ceremonia de lanzamiento del equipo de Corea el 11 de septiembre de 2014, en el Parque Olímpico, Songpa-gu, Seúl.
El 11 de septiembre, el sexto miniálbum de T-ara, And & End, fue lanzado junto con dos videos musicales para la canción principal, "Sugar Free". La canción se inspiró en EDM y es parte del subgénero Big Room de la música electro house . El 24 de septiembre, se lanzó un álbum de remezclas llamado EDM CLUB Sugar Free Edition . Este álbum incluía una versión en inglés de "Sugar Free", que fue la primera canción que T-ara había grabado en inglés.  El 13 de octubre, T-ara firmó un contrato de gestión con la influyente empresa china de entretenimiento Longzhen Culture Development. El contrato vale 5 mil millones de KRW (~ US $ 4.8 millones). El 24 de noviembre, T-ara lanzó una versión coreana / china de " Little Apple " de Chopstick Brothers, así como un video musical.  Este video presenta a Jiyeon, Eunjung, Qri y Hyomin, así como a Seunghee de F-ve Dolls y Dani. El video alcanzó los 8 millones de visitas en dos días en el sitio web Tudou.  El 25 de diciembre, T-ara realizó su primer concierto nacional llamado "Dear My Family" en el Auditorio COEX en Samseongdong, Seúl. Para estar cerca de los aficionados y pasar un tiempo significativo con ellos, el concierto fue pequeño con 1100 asientos. El 27 de diciembre, T-ara celebró su concierto en Shanghái como la parada inicial de su gira por China 2013-2014.

### 2015–2016:So GoodyRemember
Después de su primer concierto en Corea, T-ara se dirigió a Vietnam para un Mini Concierto. El 9 de enero, el grupo llegó al aeropuerto, donde se produjeron problemas que provocaron cambios en la programación. Sin embargo, el mini concierto del grupo, que tuvo lugar el 10 de octubre, atrajo a más de 3000 aficionados vietnamitas e internacionales.
El 7 de febrero de 2015, MBK Entertainment debutó con un grupo de proyecto conocido como "TS" con los artistas Eunjung , Soyeon , Cho Seunghee, Minkyung ( The SeeYa ), Ki-O, Jongkook y Sejun ( SPEED ). El grupo lanzó un sencillo de invierno, titulado "Don't Forget Me". 
En marzo de 2015, se anunció que T-ara sería el actor principal de las celebraciones de la Coronación del Sultán de Johor de Malasia en Johor Bahru . El grupo aparecerá en el evento junto a Sistar y The Black Eyed Peas ' Taboo , que atrajo a 50.000 espectadores. 
El 20 de junio de 2015, T-ara comenzó su primera gira por China, Great China Tour comenzó desde Nankín, Beijing y Hefei. Fue el primer concierto que realizó T-ara luego de firmar con su nueva agencia Banana Plan, quien administra sus promociones chinas. El grupo interpretó 22 canciones y agotó 4.000 entradas. El próximo concierto de su Great China Tour se llevó a cabo en Guangzhou el 19 de diciembre y vendió más de 5,000 boletos, lo que lo convierte en el segundo concierto consecutivo con entradas agotadas de la gira. [ cita requerida ]
El 17 de julio de 2015, MBK Entertainment confirmó que el grupo se unirá a la alineación de regreso de verano en la primera semana de agosto.  El 3 de agosto de 2015, se lanzó la séptima obra extendida de T-ara , So Good con la canción principal "So Crazy". Fue compuesta por Brave Brothers, el compositor de la canción principal en solitario de Hyomin , "Nice Body",  y superó 1 millón de visitas en 2 días. 
El 13 de agosto, T-ara realizó una conferencia de prensa para su drama web "Sweet Temptation", que presenta un total de 6 episodios para 6 historias separadas. El drama fue lanzado en octubre de 2015.
El 15 de octubre, el sitio web "Insider Monkey" publicó una lista de los 16 grupos de chicas más vendidos de todos los tiempos donde T-ara ocupó el puesto número 10 con un total de 36,18 millones de ventas registradas.  El grupo continuó teniendo un mayor impacto al aparecer en la temporada 3 de un famoso programa de variedades chino The Brain , convirtiéndolos en el segundo acto coreano en aparecer en este programa después de Kim Soo-hyun , quien visitó el programa durante la temporada 1. 
El 4 de junio, T-ara participó junto a otros artistas en el Dream Concert 2016. La actuación del grupo fue un remix de Be Peep Bo Peep, Roly Poly y So Crazy, que fue bien recibido por el público. 
A partir de 2016, el periódico Dong-a Ilbo ha publicado muchos artículos sobre las estrellas ídolos coreanas que han tenido influencia en los últimos 20 años según una encuesta de 2,000 personas en Corea. En la categoría "Las 14 mejores canciones favoritas", T-ara ocupó el puesto 14 con la canción "Roly-Poly". 
El 9 de septiembre, T-ara interpretó 3 canciones para IASGO en Seúl. El 11 de septiembre, T-ara voló a Japón para su reunión de aficionados en Tokio. El "Premium Live Concert" se llevó a cabo en el Tokyo Dome City Hall donde T-ara interpretó 7 canciones y habló con sus aficionados. T-ara actuó dos veces durante el día ya que el evento se dividió en 2 partes, una por la tarde y otra por la noche. T-ara interpretó su canción "Memories" por primera vez en vivo. 
El 17 de septiembre, T-ara celebró su último concierto para su Great China Tour en el Mercedes-Benz Arena de Shanghái con la asistencia de alrededor de 8500 personas. 
El 29 de septiembre fue la primera transmisión del nuevo programa de variedades "Master of Driving" con Hyomin y Eunjung como parte del elenco. El programa consta de 3 conductores famosos experimentados que les darán lecciones de manejo. 
T-ara participó en el Busan One Asia Festival 2016 en la presentación de apertura el 1 de octubre. También participaron en el concierto de K-pop el 4 de octubre e interpretaron 8 canciones diferentes, con muchos aficionados chinos e internacionales asistiendo y animándolos.  Después de su aparición, T-ara voló a Jeju para actuar en el concierto de la tienda libre de impuestos de Jeju Olleh el día 9 e interpretó 5 canciones como "Sexy Love" o "I don't want you".
En octubre de 2016, MBK Entertainment anunció que T-ara lanzaría un miniálbum producido por Duble Sidekick en noviembre.  El octavo juego extendido de T-ara , Remember , con el sencillo principal TIAMO fue lanzado el 9 de noviembre. El lanzamiento fue seguido por 3 eventos de firmas de aficionados.

### 2017-2019: Fin de la controversia sobre el acoso, What's My Name? y hiatus
En febrero de 2017, Hwayoung y su hermana gemela Hyoyoung aparecieron en un reality show y hablaron sobre la controversia nuevamente. A pesar de que Hwayoung inicialmente afirmó que no hubo intimidación, ahora describió la situación como "odiada" e intimidada por los otros miembros, lo difícil que había sido todo para ella y cómo su hermana era la única persona que la había apoyado durante el incidente. Poco después de que se emitiera la entrevista, un exmiembro del personal dio un paso adelante y alegó que en realidad habían sido los gemelos los que habían "intimidado" a los otros miembros, y lanzaron mensajes de texto que parecían mostrar a Hyoyoung amenazando al exmiembro Areum con daño físico por no apoyar el comportamiento de Hwayoung. . Poco después, cada vez más miembros del personal se presentaron con evidencia de que Hwayoung había sido irrespetuoso con los otros miembros, así como con los estilistas, y había fingido cuán grave fue su lesión inicial para obtener más simpatía. Hwayoung inicialmente trató de negar los rumores, arremetiendo contra los empleados a cambio, pero finalmente admitió que los mensajes de texto eran reales. Después de sufrir una intensa reacción violenta, incluida la eliminación de varios programas de televisión, Hwayoung eliminó su cuenta de Instagram.
El 6 de marzo de 2017, MBK Entertainment anunció que T-ara lanzará su último álbum en mayo, con Soyeon y Boram rescindiendo sus contratos después de su lanzamiento.  Qri, Eunjung, Hyomin y Jiyeon permanecerán con el sello. hasta el 31 de diciembre de 2017.  El 7 de mayo, MBK Entertainment reveló que los planes del grupo habían cambiado y que el álbum final había sido reprogramado para su lanzamiento en junio de 2017, y los miembros Boram y Soyeon no pudieron participar debido a la expiración. de sus contratos.  El 8 de mayo, se anunció que la última actuación de T-ara como seis miembros será en el concierto de Taiwán el 13 de mayo. 
Los cuatro miembros restantes continuaron como grupo con el lanzamiento de su novena obra extendida y su último álbum promocional, What's My Name? el 14 de junio de 2017. Después de un período de cinco años sin recibir ningún premio en programas de música, T-ara ganó el primer lugar en The Show el 20 de junio. 
T-ara lanzó la canción "My Love" el 15 de julio para el drama de KBS 2TV, Greatest One-Shot . 
El 4 de noviembre, el grupo celebró su primer concierto en la ciudad de Ho Chi Minh, Vietnam, que supuestamente atrajo a 10.000 asistentes. Una parte de la venta de entradas se donaría a organizaciones benéficas en Vietnam en honor al 25 aniversario de las relaciones diplomáticas entre Vietnam y Corea del Sur. 
El 3 de enero de 2018, Hyomin acudió a su cuenta de Instagram para anunciar que ella, Jiyeon, Eunjung y Qri habían decidido no renovar sus contratos con MBK, dejando así la empresa. Posteriormente, la empresa confirmó que el grupo había abandonado la empresa, sin embargo, no afirmaron que el grupo se había disuelto.  MBK Entertainment confirmó más tarde que habían sido registradas como una marca comercial de T-ara el 28 de diciembre. Los miembros presentaron oficialmente documentación que describe los motivos para el rechazo de la marca comercial de MBK Entertainment el 19 de enero.  El 8 de agosto, las marcas comerciales de MBK Entertainment para T-ara había sido denegado por la Ley de Marcas.

### 2020-presente: Reunión y regreso
El 2 de octubre de 2020, el grupo realizó una presentación de reunión única, interpretando "Roly-Poly" y "Sexy Love", en celebración de Chuseok junto a U-Kiss , Narsha , Teen Top y SS501 . 
En julio de 2021, el grupo se reunió con una aparición en Ask Us Anything de JTBC. El 29 de julio, se anunció a través del 12 ° aniversario de V-Live del grupo que harían su primer regreso en cuatro años antes del invierno de 2021. 
El 15 de noviembre de 2021 el grupo hizo un regreso con un nuevo sencillo Re: T-ARA. “Re: T-ARA” consta las pistas “TIKI TAKA” (escrita por el cantautor Colde) y “ALL KILL”, compuesta por los creadores de éxitos Cho Young Soo y Ahn Young Min, quienes han trabajado con T-ara desde su debut.

## T-ara N4
T-ara N4 es la primera subunidad del grupo principal, estaba integrada por cuatro miembros: Eunjung, Hyomin, Jiyeon y Areum, donde Eunjung es la líder, pero cómo Areum ha decidído dejar el grupo para concentrarse en su carrera en solitario, Dani la reemplazaría solo siendo integrante de T-ara N4 y Maknae de este. El grupo debutó el 2 de mayo de 2013 y según su agencia, fue creado con la intención de «enmendarse por la controversia sucedida con la ex-miembro Hwayoung», esto durante julio de 2012.
La subunidad actualmente se encuentra conformada por Eun jung, Hyomin, Jiyeon y QRI y debutaron en 2014 con  "Little Apple"un cover de la versión china. Los Chopstick Brother.En el video de T-ARA N4 se puede apreciar que este dúo sale acompañandoles.

## Controversias
En julio de 2012, surgió una controversia debido a que las miembros de T-ara escribieron a través de Twitter mensajes que se centraban en la determinación y el nivel de compromiso después de su concierto en Japón. El 22 de julio, Hwayoung se lesionó la pierna después de actuar en un programa musical (irresponsablemente). A continuación T-ara celebró su primer concierto independiente el 25 y 26 de julio en el Budokan de Tokio, Japón. Los problemas surgieron el 27 de julio, cuando Hwanyoung se rehusó a participar en Music Bank minutos antes de que el grupo se presentara en vivo, con ella sentada en una silla cantando su parte. De ahí las miembros escribieron mensajes a través de su Twitter hablando sobre la falta de determinación y el nivel de compromiso (no dirigidos específicamente a Hwayoung). Hwayoung respondió a esos mensajes con mensajes ambiguos expresando estar disgustada y su necesidad de apoyo. La hermana gemela de Hwayoung, Hyoyoung también respondió al incidente mandando mensajes de apoyo a su hermana a través de Twitter. En consecuencia, Core Contents Media anunció que haría un anuncio importante el 30 de julio, con respecto al incidente de bullying en Twitter. El 30 de julio se anunció que Hwayoung dejaría el grupo, en «atención a las quejas por parte de 19 personas del personal de T-ara, que incluía falta de respeto hacia el staff, mal comportamiento e incumplimiento de contrato (ya que en su debut T-ara fue muy criticada por el mal uso de playback, así que prometieron desde ese día hacer sus presentaciones en vivo y Hwayoung no quería cantar en vivo la canción Day By Day ya que no podía bailar y cantar su rap por eso muchas veces en TV solo canta)». Aunque el líder de Core Contents Media, Kim Kwang Soo expresó que la salida de Hwayoung no fue a causa del bullying en Twitter, sino «actitud arrogante e incumplimiento de contrato».
El día 21 de agosto, directivos de la SBS anunciaron la salida de Eunjung del drama Five Fingers diciendo:

Confiábamos en que la agencia tomaría medidas para tratar de solucionar este problema, sin embargo, la polémica no se apagó, incluso después de que empezara la emisión y decidimos expulsar a Hwayoung por el bien de los demás actores, actrices y miembros del personal.

Hwayoung, se ha decidido a hablar sobre el tema a través de Twitter:

Mi corazón se sintió incómodo tras leer el artículo que decía que Eunjung dejaría su drama. Es cierto que mientras estuve con las chicas hubo enfrentamientos entre nosotras por culpa de las diferentes opiniones de cada miembro de T-ara. Sin embargo, con todos los rumores sobre bullying la situación ha ido cada vez a peor, y mi corazón solo sufría. Ambas partes nos hemos visto afectadas por éstos rumores, hiriéndonos por culpa de hechos que solo han sido distorsionados. Aun así, hubo momentos en que yo era feliz mientras trabajábamos todas bajo el mismo techo, así que quiero olvidar el pasado y quiero que nos consolemos los unos a los otros con una sonrisa en nuestras caras. Todos ustedes mostraron mucho amor, cuidado y atención a T-ara, así que estoy muy arrepentida por haberos causado preocupación, lo siento por este accidente.

Un mes después de lo sucedido, las miembros publicaron una carta escrita a mano en su página web oficial, y ofrecieron sinceras disculpas, llamando a sus acciones «inmaduras», y que ellas reflexionarán profundamente sobre sus acciones.

## Miembros
| Nombre artístico | Nombre de nacimiento    | Fecha de nacimiento               | Rol                                                     |
| ---------------- | ----------------------- | --------------------------------- | ------------------------------------------------------- |
| Qri              | Lee Ji Hyun (이지현)    | 12 de diciembre de 1986 (38 años) | Líder, vocalista, visual y bailarina.                   |
| Eunjung          | Ham Eun Jung (함은정)   | 12 de diciembre de 1988 (36 años) | Vocalista y bailarina.                                  |
| Hyomin           | Park Sun Young (박선영) | 30 de mayo de 1989 (36 años)      | Vocalista principal y bailarina.                        |
| Jiyeon           | Park Ji Yeon (박지연)   | 7 de junio de 1993 (32 años)      | Vocalista, bailarina principal, Face of Group y Maknae. |

#### Exmiembros
| Miembro  | Nombre de nacimiento   | Fecha de nacimiento            | Rol                                             | Periodo   |
| -------- | ---------------------- | ------------------------------ | ----------------------------------------------- | --------- |
| Boram    | Jeon Bo Ram (전보람)   | 22 de marzo de 1986 (39 años)  | Vocalista y bailarina                           | 2009-2017 |
| Soyeon   | Park In Jung (박인정)  | 5 de octubre de 1987 (37 años) | Vocalista y bailarina                           | 2009-2017 |
| Hwayoung | Ryu Hwa Young (류화영) | 22 de abril de 1993 (32 años)  | Rapera principal, vocalista y bailarina         | 2010-2012 |
| Ahreum   | Lee Ahreum (이아름)    | 19 de abril de 1994 (31 años)  | Rapera principal, vocalista, bailarina y Maknae | 2012-2013 |

## Discografía
| Álbumes de estudio - 2009: Absolute First Album - 2012: T-ara's Best Of Best 2009-2012 - 2012: T-ara's Free Time in Paris And Swiss - 2014: EDM Club Sugar Free Edition Álbumes reeditados - 2010: Breaking Heart Miniálbumes - 2010: Temptastic - 2011: John Travolta Wannabe - 2011: Black Eyes - 2011: Cry Cry - 2012: Day By Day - 2013: Jeon Won Diary (T-ara N4) - 2013: Again - 2014: And & End - 2016: REMEMBER - 2017: What's My Name Miniálbumes reeditados - 2011: Roly Poly In Copacabana - 2012: Funky Town - 2012: Mirage - 2013: Again 1977 - 2013: T-ara Winter Sencillos y sencillos digitales - 2009: Good Person - 2009: Lies - 2009: Wanna Play? - 2009: TTL (Time to Love) - 2009: TTL Listen 2' - 2010: We Are The One' - 2010: Mongeul Mongeul' - 2010: Heaven's Land Star's Land - 2010: Why Are You Being Like This? - 2011: Beautiful Girl - 2011: Roly Poly In Copacabana - 2011: Log-In - 2011: We Were In Love - 2012: Round And Round - 2012: Love All - 2013: Bikini - 2014: First Love - 2014: Sugar Free (DJ Chuckie) - 2014: Little Apple - 2015: So Crazy - 2016: Tiamo - 2017: What's My Name | Sencillos - 2011: Bo Peep Bo Peep - 2011: YaYaYa - 2012: Roly-Poly - 2012: Lovey-Dovey - 2012: Day By Day - 2012: Sexy Love - 2013: Bunny Style! - 2013: Like A Wind (QBS) - 2013: Target - 2013: Number 9 - 2014: Lead The Way/LA'booN Álbumes - 2012: Jewelry Box - 2013: Treasure Box - 2014: Gossip Girls - 2014: T-ara – Queen of Pops Álbumes Remix - 2013: T-ara Party Non Stop Remix DVD - 2012: Cry Cry & Lovey-Dovey Music Video Collection - 2012: T-ara Japan Tour 2012 ～Jewelry Box～ - 2012: T-ara Japan Tour 2013 ～Treasure Box～ - 2016: T-ara Special Fanmeeting 2016 ～Agian～ |